# Sajid Javid

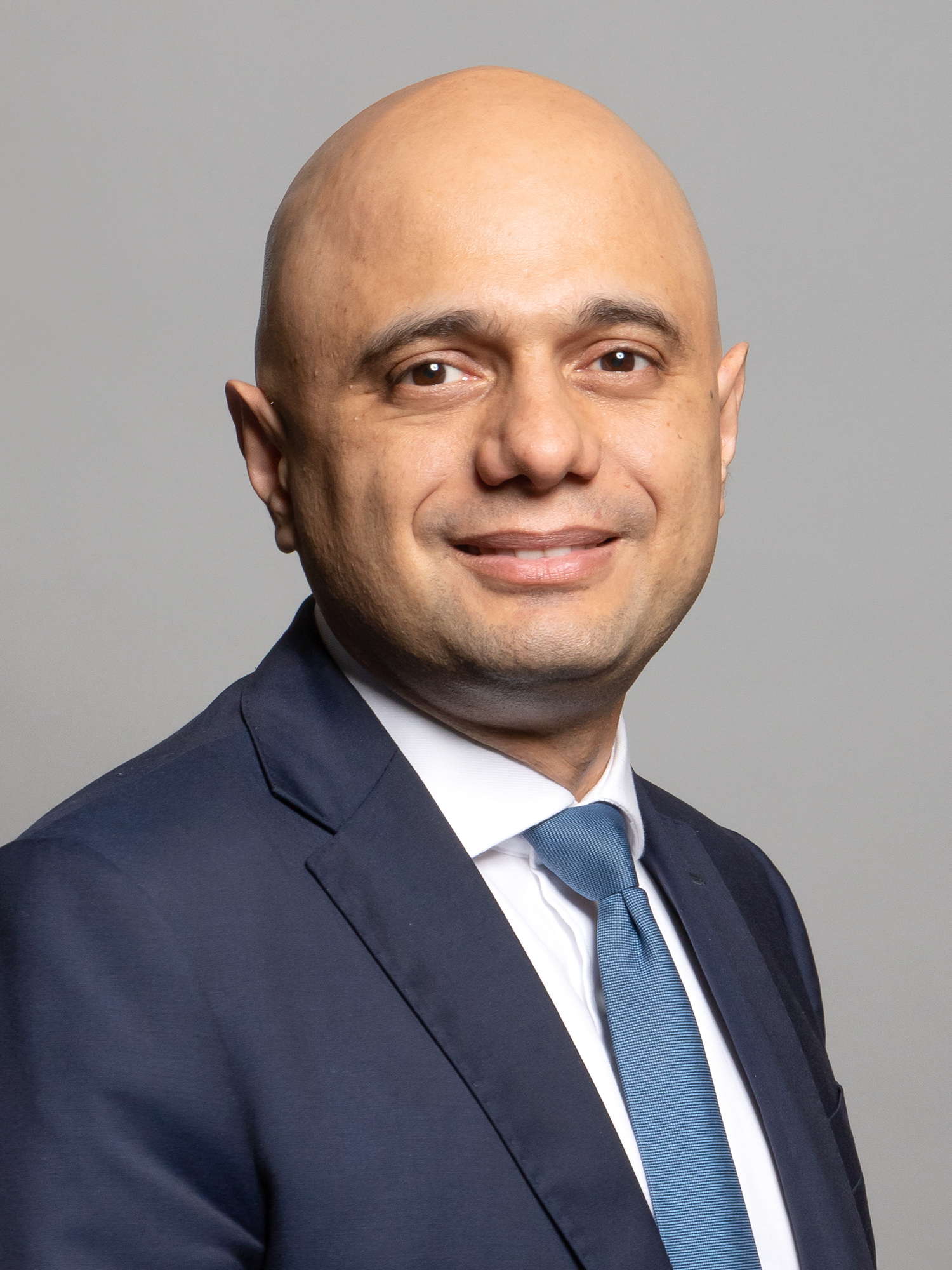
Sajid Javid (2020)

Sir Sajid Javid (* 5. Dezember 1969 in Rochdale, Lancashire) ist ein britischer Politiker der Conservative Party und früherer Manager der Deutschen Bank. Er amtierte von April 2018 bis Juli 2019 als britischer Innenminister, anschließend bis Februar 2020 als Schatzkanzler. Javid war der erste asiatischstämmige Brite in einem der vier führenden Ämter Großbritanniens (Great Offices of State: Premierminister, Schatzkanzler, Außenminister und Innenminister). Nach dem Rücktritt von Matt Hancock wurde er im Juni 2021 Gesundheitsminister im Kabinett Boris Johnson II und blieb dies bis zu seinem Rücktritt am 5. Juli 2022.

## Leben
Javid ist einer von fünf Söhnen einer pakistanischstämmigen Einwandererfamilie. Sein Vater war Busfahrer. Seine Mutter besuchte keine Schule und sprach kein Englisch. Er studierte Ökonomie und Politikwissenschaften an der University of Exeter und wurde zu dieser Zeit Mitglied der Konservativen Partei. Er stieg im Bankgeschäft schnell zu einem Managing Director der Deutschen Bank auf. Als Investmentbanker bei der Deutschen Bank hatte er mit einem Jahresgehalt von drei Millionen Pfund die hochriskanten Derivate mitzuverantworten, die zum globalen Finanzcrash 2007/2008 führten.
Seit der Wahl am 6. Mai 2010 ist er Mitglied des britischen Unterhauses für den Wahlkreis Bromsgrove in Worcestershire. Er war von 2014 bis 2015 Kulturminister und als Vorsitzender der Handelskommission von 2015 bis 2016 Minister für Kommunales und Wohnungsbau. Nach dem Rücktritt von Amber Rudd wegen des Windrush-Skandals ernannte Theresa May ihn im April 2018 zum Innenminister in ihrem zweiten Kabinett.
2019 entzog Javid der 19-jährigen schwangeren ehemaligen Anhängerin der Terrormiliz „Islamischer Staat“ Shamima Begum die britische Staatsbürgerschaft, um ein Rückkehrbegehren Begums in das Vereinigte Königreich zu verhindern. Wenige Wochen danach starb das Baby in einem syrischen Gefangenenlager.
Am 13. Juni 2019 unterzeichnete er das Auslieferungsgesuch der USA, um Julian Assange dorthin ausliefern zu können. Javid sagte, es sei „richtig, dass er hinter Gittern ist“; er selber wolle „stets Gerechtigkeit“.
Theresa May trat zum 7. Juni 2019 als Vorsitzende der Konservativen Partei zurück. Javid bewarb sich um diesen Posten; er schied in der vorletzten Runde der innerhalb der Unterhausfraktion ausgetragenen Vorentscheidung am 20. Juni aus. Boris Johnson berief Javid am 24. Juli 2019 zum Finanzminister in seinem Kabinett. Am 13. Februar 2020 trat Javid nach innerparteilichen Auseinandersetzungen um das Führungspersonal seines Ministeriums von seinem Amt zurück. Rishi Sunak wurde neuer Finanzminister.
Zuvor hatte Dominic Cummings, der Chefberater von Boris Johnson, den Austausch ausnahmslos aller Berater des Schatzkanzlers gefordert. Javid hielt dies nicht für vereinbar mit seiner „Selbstachtung“ und trat zurück.
Am 13. November 2020 beendete Cummings seine Beratertätigkeit für Johnson.
Nach dem Rücktritt von Matt Hancock wurde Javid am 26. Juni 2021 Gesundheitsminister im Kabinett Boris Johnson II.
Am 17. Juli 2021 gab er bekannt, dass er trotz zweifacher Impfung gegen das  SARS-CoV-2-Virus an COVID-19 erkrankt war.
Javid befürwortete die im November 2021 in Großbritannien in Kraft getretene Impfpflicht für Mitarbeiter von Alten- und Pflegeheimen: „Wenn Sie im Pflegeheim arbeiten, dann arbeiten Sie mit den verletzlichsten Menschen im Land. Wenn Sie sich dann nicht mal die Mühe der Impfung machen, dann raus mit Ihnen, und suchen Sie sich einen neuen Job“, sagte er in einem Interview.
Am 5. Juli 2022 gab Javid seinen Rücktritt als Gesundheitsminister bekannt. Zeitgleich trat auch Finanzminister Rishi Sunak zurück. Beide kritisierten dabei massiv den Führungsstil von Premierminister Boris Johnson. Johnson trat am 7. Juli 2022 als Parteiführer zurück und kündigte einen Rücktritt als Premierminister an, sobald ein Nachfolger gewählt sei. Nachfolger von Javid im Kabinett Johnson II wurde Steve Barclay.
Javid kündigte am 2. Dezember 2022 an, bei der nächsten Unterhauswahl nicht mehr zu kandidieren.